# Euonychodes albivenata
Euonychodes albivenata là một loài bướm đêm trong họ Noctuidae.